# Plocama afghanica
Plocama afghanica är en måreväxtart som först beskrevs av Friedrich Ehrendorfer, och fick sitt nu gällande namn av Maria Backlund och Mats Thulin. Plocama afghanica ingår i släktet Plocama och familjen måreväxter. Inga underarter finns listade i Catalogue of Life.